# Ян Матей Корабінський
Ян Матей Корабінский (словац. Ján Matej Korabinský; *23 лютого 1740, Пряшів — †23 червня 1811, Братислава) — словацький вчений, засновник словацької статистичної географії, картограф, історик, енциклопедист, педагог, журналіст.

## Біографія
Народився в сім'ї вчителя. Після закінчення гімназії в Пряшеві, до 1756 навчався в Євангелічному ліцеї в Братиславі. Пізніше в 1770-1772 вивчав теологію, філософію, історію і природознавство в університеті «Alma Ernestina» в Рінтельні.
Будучи 19-річним вже працював викладачем ліцею в Братиславі (1760-1770). Займався приватним вихованням дітей знаті.
У 1761 заснував вищу школу для дівчаток і до 1768 викладав в ній. Пізніше був співвласником книгарні і видавництва «Weber und Korabinskyscher Verlag» в Братиславі.
Здійснив дворічну поїздку до Німеччини в 1770-1772, де вивчав досвід роботи різних соціальних установ — дитячих будинків і притулків для бідних. Одночасно слухав лекції з теології, філософії і математики.
У 1773-1784 працював редактором в газеті «Pressburger Zeitung», співпрацював з тижневиком «Pressburgisches Wochenblatt».
У 1789 переїхав до Відня, де працював репетитором у сім'ї великого промисловця. Пізніше знову повернувся до Братислави. Зайнявся літературною творчістю, став письменником і публіцистом. Регулярно поміщав статті в братиславських газетах.

## Наукова діяльність

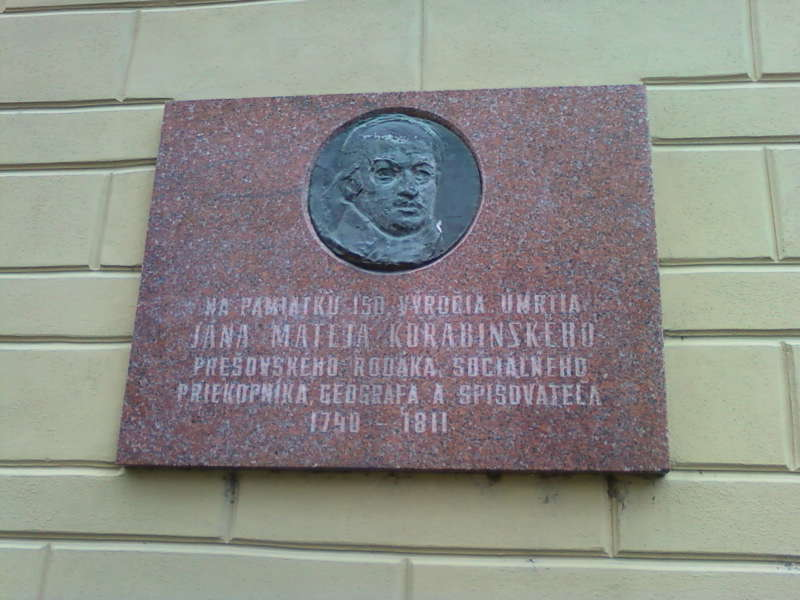
Меморіальна дошка Яна Матея Корабінського на будівлі коледжу в Пряшеві, Словаччина

Ян Корабінський — автор Угорського Альманаху за 1778 (Almanach von ungarn auf das Jahr 1778).
У 1781 році опублікував у Празі і Братиславі детальну монографію «Опис Королівського угорської головного вільного міста Братислава» і його околиць (Bseschreibung der königlich — ungarischen Haupt-, Frey — und Krönungstadt Pressburg) на 137 сторінках. У книзі наведені назви найдавніших народів, що колись жили в цій місцевості.
У 1786 в Братиславі видав енциклопедичний за формою — географічно-історичний Лексикон Угорщини (Geographisch-historisches und Produkten-Lexikon von Ungarn). У ньому містяться основні топографічні, демографічні, етнічні, політичні, адміністративні, економічні та культурно-історичні дані всіх районів країни, а також географічні карти, які склали повний атлас Австро-Угорської імперії. У Лексиконі наведені найменування, місцезнаходження та власність місцевих муніципалітетів, історичні дані, описано більшість представників мінерального, рослинного і тваринного світу всіх районів імперії, сільське господарство і промисловість, мануфактури і ремесла, лікарські та термальні джерела, корисні копалини, наукові та мистецькі пам'ятки. У реєстрі наведені німецькі, угорські, латинські, хорватські, румунські та словацькі назви міст і сіл. Друге видання Лексикону Угорщини було опубліковано в 1801 у Відні.
У 1787 видав Збірник родових гербів угорських магнатів і дворян на 112 аркушах, Статистичні таблиці (Geographisch-statistische Tabellen von ganzen Erdbode), а також гідрологічні, економічні та етнографічні карти Угорщини (Novisima regni Hungariae potamographica et celluris productorum tabula), Малий Атлас столиць Австро-Угорської імперії. Ця робота Корабінського містить багато цікавих подробиць. Атлас включає в себе карту, з хорошими малюнками Високих Татр і піку Ломницький Штит.
У Відні ним була підготовлена перша економіко-географічна карта Угорщини в масштабі 1:1000000, яка вказувала промислові центри, шахти, етнічний склад населення, а також курорти, печери і місця мешкання тварин, птахів і риб.
У 1788 в Братиславі він видав невеликий турецько-німецько-угорсько-чеський словник з короткими даними по турецькій граматиці.
У 1791 випустив Географічну карту Угорщини.
У 1804 кишеньковий Атлас Угорського королівства (Atlas regni Hungariae portabilis) і багато іншого.

## Пам'ять
- У Братиславі його ім'ям названа вулиця.
- На будівлі коледжу в Першові встановлено меморіальну дошку.
- Набережна імені генерала армії Людвіка Свободи в Братиславі спочатку носила ім'я Яна Корабінського.

## Праці
- Almanach von Ungarn auf das Jahr 1778. Wien und Pressburg, 1778.
- Beschreibung der königlichen Freystadt Pressburg, erster Teil, Prag, 1781.
- Geographisch-historisches und Producten-Lexikon von Ungarn. Mit einer Postkarte. Pressburg, 1786.
- Abbildungen verschiedener Familienwappen in Ungarn, erstes Hundert, Pressburg, 1787.
- Versuch eines kleinen türkischen Wörterbuchs mit beigesetzten deutsch-ungrisch und böhmischen Bedeutungen, nebst einer kurz gefassten türkischen Sprachlehre. Pressburg, 1788. Digitalisat via EOD Mährische Landesbibliothek in Brünn. Digitalbuch
- Atlas regni Hungariae portatilis. Neue vollständige Darstellung des Königreiches Ungarn auf LX Tafeln. Wien, 1804.